# انتخابات ریاست‌جمهوری گرجستان (۲۰۱۸)
انتخابات ریاست‌جمهوری گرجستان (۲۰۱۸) که در تاریخ ۲۸ نوامبر ۲۰۱۸ برگزارشد در در دور دوم انتخابات، سالومه زورابیشویلی و گریگول واشادزه حضور داشتند و هیچ کاندیدی نتوانست حداقل ۵۰٪ آرا را در دور اول نصیب خود کند. اما در انتخابات دور دوم سالومه زورابیشویلی با کسب حدود ۶۰ درصد از آرا برنده انتخابات شد. زورابیشویلی نخستین زنی است که در این کشور رئیس‌جمهور شده است. او از حمایت حزب رؤیای گرجستان، حزب حاکم برخوردار بود؛ و در تاریخ ۱۶ دسامبر کار خود را آغاز خواهد کرد.
این هفتمین انتخابات ریاست جمهوری پس از فروپاشی اتحاد جماهیر شوروی در سال ۱۹۹۱ است.
انتخابات دور بعد در سال ۲۰۲۴ است.

## انتخابات بعد از ۲۰۱۸
پس از اصلاح قانون اساسی در سال ۲۰۱۷، انتخابات ۲۰۱۸ آخرین  انتخاباتی است که ریاست جمهوری به وسیله رای مستقیم انتخاب می‌شود؛ پس از ۲۰۱۸، انتخابات ریاست جمهوری توسط ۳۰۰ نفر از منتخبان مجلس انتخاب خواهد شد. با توجه به این تغییرات، رئیس‌جمهور از ۲۰۱۸ به مدت شش سال در قدرت خواهد ماند.
در جمهوری گرجستان رئیس‌جمهور هم رئیس حکومت است و هم رئیس دولت. نخست‌وزیر این کشور هم مسئولیت برخی از وزراتخانه‌ها را به عهده دارد.

## نامزدها
۴۶نفر برای شرکت در انتخابات شرکت کردند، ۲۱نفر از آنها توسط ستاد انتخابات گرجستان رد شدند. ۲۵ نامزد ریاست جمهوری توسط ستاد انتخابات جورجیا ثبت شد. این بیشترین تعداد شرکت کننده در  انتخابات ریاست جمهوری گرجستان از سال ۱۹۹۱است. تمام ۲۵نامزد در لیست انتخابات گنجانده شدند. داویت اوسوپاشویلی، رئیس سابق پارلمان گرجستان نیز برای نامزدی ریاست جمهوری سال ۲۰۱۸ اقدام نکرد.
|    | نام                  | شغل                                                              | نامزد توسط                                       |
| -- | -------------------- | ---------------------------------------------------------------- | ------------------------------------------------ |
| ۱  | میخائیل آنتادزه      | استاد                                                            | جنبش دولت برای مردم                              |
| ۲  | داویت باکرادزه       | عضو پارلمان                                                      | گرجستان اروپایی                                  |
| ۳  | واختنگ گابونیا       | سیاستمدار                                                        | جنبش دموکرات مسیحی                               |
| ۵  | گریگول واشادزه       | گریگول واشدازه وزیر سابق امور خارجه گرجستان (۲۰۰۸–۲۰۱۲)          | جنبش ملی متحد گرجستان                            |
| ۱۰ | شالوا ناتلاشویلی     | رهبر حزب کارگر گرجستان                                           | حزب کارگر گرجستان                                |
| ۱۳ | زوییاد مخاتیشویلی    | سیاستمدار                                                        | حزب محافظه کار مسیحی گرجستان                     |
| ۱۷ | گیورگی لیلواشویلی    | معاون آکادمی ملی گرجستان                                         | حزب گرجستان                                      |
| ۱۸ | آکاکی آساتیانی       | سیاستمدار                                                        | اتحاد سنت گرایان گرجی                            |
| ۲۱ | کاخا کوکاوا          | سیاستمدار                                                        | گرجستان آزاد                                     |
| ۲۲ | اوتار مئونارگیا      | بیکار                                                            | صنعت گرجستان را حفظ خواهد کرد                    |
| ۲۳ | ایراکلی گورگادزه     | بیکار                                                            | جنبش آزاد گرجستان                                |
| ۲۵ | دیوید اوسوپاشویلی    | رهبر جنبش توسعه، رئیس سابق پارلمان گرجستان                       | دموکراتهای آزاد                                  |
| ۲۷ | زوییاد باغدوادزه     | بی‌کار                                                            | پلت فرم مدنی - گرجستان جدید                      |
| ۲۸ | میخائیل سالواشویلی   | سیاستمدار                                                        | اتحادیه دادگستری بازسازی کشور: خداوند حقیقت ماست |
| ۳۰ | زوییاد ایاشویلی      | بی‌کار                                                            | حزب دموکراتیک ملی                                |
| ۳۱ | تامار تسخوراگائولی   | کارآفرین                                                         | آزادی جنبش سیاسی - راه زوییاد گامساخوردیا        |
| ۳۵ | گلا خوتسیشویلی       | سیاستمدار                                                        | جنبش سیاسی جانبازان و میهن‌پرستان گرجستان         |
| ۳۶ | زوراب جاپاریدزه      | گیرچی رهبر مرکز سیاسی جدید                                       | گیرچی رهبر مرکز سیاسی جدید                       |
| ۴۰ | لوان چخیدزه          | چکیدز و شرکای شرکت حقوقی                                         | دموکرات مسیحی جدید                               |
| ۴۸ | سالومه زورابیشویلی   | عضو پارلمان                                                      | گروهی از رای‌دهندگان ابتکاری                      |
| ۴۹ | بساریون تدیاشویلی    | بنیان‌گذار ساخت و ساز TF                                          | گروهی از رای‌دهندگان ابتکاری                      |
| ۵۱ | گیورگی آندریادزه     | معاون کمیسیون مطالعات مسیحی و تاریخ ادیان در آکادمی علوم گرجستان | گروهی از رای‌دهندگان ابتکاری                      |
| ۵۸ | کاخابر چیچینادزه     | کارآفرین                                                         | گروهی از رای‌دهندگان ابتکاری                      |
| ۶۲ | ولادیمیر نونیکاشویلی | مدیر بخش انتشارات                                                | گروهی از رای‌دهندگان ابتکاری                      |
| ۶۵ | تیموراز شاشیاشویلی   | بی‌کار                                                            | گروهی از رای‌دهندگان ابتکاری                      |

### عدم پذیرش

#### جنبش دموکراتیک
نینو بورجانادزه، سیاستمدار و وکیل گرجستان که رئیس پارلمان گرجستان بود (۲۰۰۱–۲۰۰۸). او دو بار به عنوان رئیس‌جمهوری گرجستان خدمت کرده است. او از انتخابات ۸ سپتامبر حمایت کرد.

#### مستقل
رئیس‌جمهور پیشین گیورگی مارگولاشویلی قصد خود برای شرکت مجدد در انتخابات ریاست جمهوری را در اواخر ماه اوت مطرح نکرد.